# Corinne Cahen
Corinne Cahen (ur. 16 maja 1973 w Luksemburgu) – luksemburska polityk, dziennikarka i przedsiębiorca, minister, od 2015 do 2022 przewodnicząca Partii Demokratycznej.

## Życiorys
Ukończyła szkołę średnią Athénée de Luxembourg. Studiowała następnie m.in. języki obce na Uniwersytecie Strasburskim i na Université de Nice – Sophia Antipolis. W 1997 uzyskała dyplom DESS na Université Sorbonne-Nouvelle. Od czasu studiów związana z dziennikarstwem. W latach 1995–2001 pracowała w RTL Radio Lëtzebuerg, następnie do 2004 współpracowała z tą stacją radiową oraz z RTL Télé Lëtzebuerg. W latach 2001–2013 zarządzała rodzinnym przedsiębiorstwem obuwniczym. Działała również w luksemburskich organizacjach gospodarczych.
W 2013 zaangażowała się w działalność polityczną w ramach Partii Demokratycznej. W wyborach w tym samym roku uzyskała mandat posłanki do Izby Deputowanych. W grudniu 2013 objęła stanowiska ministra rodziny i integracji oraz ministra ds. Wielkiego Regionu w rządzie Xaviera Bettela. W listopadzie 2015 została także nową przewodniczącą Partii Demokratycznej. W 2018 z powodzeniem ubiegała się o poselską reelekcję. W grudniu 2018 pozostała na dotychczasowych funkcjach rządowych w nowym gabinecie dotychczasowego premiera. W czerwcu 2022 na funkcji przewodniczącego DP zastąpił ją Lex Delles.
W czerwcu 2023 ustąpiła z funkcji rządowych celem objęcia stanowiska w administracji miejskiej Luksemburga. W tym samym roku kolejny raz wybrana do luksemburskiego parlamentu.